# Zhifu
Zhifu léase Zhi-Fú (en chino:芝罘区,pinyin:Zhīfú qū) es un distrito urbano bajo la administración directa de la ciudad-prefectura de Yantai. Se ubica al este de la provincia de Shandong, este de la República Popular China. Su área es de 174 km² y su población total para 2010 fue +600 mil habitantes.
Zhifu como Sede de gobierno, es el centro económico, industrial y turístico de la ciudad-prefectura. 

## Administración
El distrito de Zhifu se divide en 12 pueblos que se administran en subdistritos.